# György László (újságíró)
György László (Budapest, 1909. július 2. – Budapest, 1960. december 21.) író, újságíró.

## Élete
György István üzleti szolga és Mikus Magdolna (1878–1950) fiaként született. 1928-ban kezdte pályáját, a Pesti Napló szerkesztőségének tagjaként. Színházi és filmkritikákat írt. 1938-ban színikritikusa, majd segédszerkesztője a Délibábnak. 1946-ban a Szivárvány képes hetilap munkatársa volt. A lap megszűnése után, a Színház és Mozihoz lépett át mint képszerkesztő, 1957-ben pedig a Film Színház Muzsika munkatársa lett. Több egyfelvonásos színdarabot és rádiójátékot írt. Álneve: Donald Crabbe.

## Művei
- Tavaszi kaland, regény, Gong 24., Budapest, 1933, 63 oldal
- Harc az aranyért (Világvárosi Regények, Budapest, 1934)
- A westbanki csata (Világvárosi Regények, Budapest, 1934)
- A Larriman találmány (Budapest, 1935)
- A primadonna kalandja (regény, Budapest, 1935)
- Dr. Schuller kalandja (regény, Budapest, 1936)
- Az óceán tigrise (regény, Világvárosi Regények, Budapest, 1936; 2. kiadás: Tel Aviv, 1959)
- Egy gyöngysor miatt ... (regény, Budapest, 1936)
- Mark Osgood öröksége (Budapest, 1940)
- Gyilkosság Flatford Millben (Budapest, 1940)
- Wharton bosszút áll (Budapest, 1940)
- A sangtai rejtély (Budapest, 1941)
- A véresarcú kísértet (regény, Budapest, 1941)
- A titokzatos kastély: regényes történet a legendáshírű Simonyi óbester életéből (Budapest, 1941)
- Az ördögök kapitánya: negyven év Vak Bottyán életregényéből (Budapest, 1941)
- Arany és halál (Budapest, 1941)
- Napoleon esernyője (Budapest, 1942)
- A vén garabonciás (Budapest, 1943)
- Week-end szerelem (regény, Budapest, 1943)
- A három kis medvebocs (Budapest, 1943)
- Balladák Kriza Vadrózsák gyűjtéséből - Ki volt Kriza János? (Budapest, 1943)
- Áldott rossz ember (regény, Budapest, 1943)
- Főnyeremény (regény, Budapest, 1943)
- Első kaland (Budapest, 1943)
- Tehetségtelen fiatalember (Budapest, 1943)
- Valamiből élni kell (Budapest, 1943)
- Zúgnak a harangok (Budapest, 1943)
- Árnyak az éjszakában ... (Budapest, 1943)
- Brazíliai nagybácsi (Budapest, 1944)
- Tűzoltóbál (Budapest, 1944)
- Mondj igazat - boldog leszel (Budapest, 1944)
- Őszinte Vilmos (Budapest, 1944)
- Szerelmi párbaj (Budapest, 1944)
- A titokzatos hegedű (Budapest, 1944)
- A tehetséges asszony (Budapest, 1944)
- Peleskei nótárius (zenés színjáték, Budapest, 1950)
- Citeraszó (Játék egy felvonásban, Budapest, 1956)